# NVIDIA Quadro
Quadro是由NVIDIA設計的顯示晶片，發音：kwadru，是西班牙語中正方形的意思，又表示四的倍數，意即四倍的價格。首款產品發表於1999年11月。Quadro系列定位於專業繪圖工作站領域。多數產品的核心實質上與定位於個人領域的GeForce完全相同，但與GeForce相比Quadro強調與行業軟體的兼容性、穩定性以及高效率。其驅動程式對行業軟體及編程介面有相應的優化。幾乎所有Quadro系列都通過了AutoCAD認證，可完整支援線框模式的反鋸齒，集成一個專為AutoCAD平滑線條所設計的硬體引擎，高效能的Gooch著色器。Quadro還具備UMA技術，高速的硬體交互作業與雙面光照、3D動態剖切技術。
一般來說Quadro的價錢比GeForce貴，所以有部分使用者軟改GeForce顯示卡，利用改版的驅動，他們可得到一張便宜而等價的Quadro顯示卡。

## 產品系列
- Quadro：第一代產品，基於GeForce 256，專業級圖形處理器。
- Quadro 2：基於GeForce 2，Quadro改良型專業級圖形處理器。
- Quadro DCC：基於GeForce 3，針對數位內容創作。
- Quadro 4：基於GeForce 4，專業級圖形處理器。
- Quadro FX：針對桌上型電腦和行動工作站的專業級圖形處理器，提供高效能的專業3D應用處理。例如多媒體，視像模擬等。2010年7月27日以後，Quadro FX系列重新劃分為Quadro系列。
- Quadro NVS：專業級商用圖形處理器。提供多顯示功能，例如金融交易等。2010年12月1日以後，Quadro NVS系列獨立成為NVS系列。
- Quadro CX：專為Adobe Creative Suite設計的加速器。
- Quadro VX：专为满足中国AutoCAD专业人士的需求而设计的高性價比圖形處理器。
- Quadro Plex：針對最複雜的重度繪圖和運算問題的專業級圖形處理器。例如製造業設計，地球科學，數位內容創建等。
- Quadro RTX：加入即時光影追蹤光線追蹤（Raytracing）技術。而且光線追蹤技術能夠令顯示卡進行即時的運算，渲染與光影追蹤

## 产品销售
早期NVIDIA並沒有專業顯示晶片產品線，德國艾爾莎（Elsa）公司自行將NVIDIA的RIVA TNT系列改為專業卡，並配以自行研發的專業驅動程式進行銷售，其實力獲得NVIDIA青睞。1999年NVIDIA終於推出專門針對專業級的顯示晶片Quadro，隨後艾爾莎更將驅動程式編寫團隊賣給NVIDIA，從而換取Quadro顯示卡三年的全球獨家銷售權。所以Quadro4之前的產品都是由艾爾莎推出的。另外美國SGI（矽谷圖形）也曾銷售過Quadro顯示卡VPro系列（含Quadro、Quadro2 MXR、Quadro2 Pro），其同樣是艾爾莎生產。
2002年2月艾爾莎宣佈破產，隨後NVIDIA新授權兩家公司：美國的必恩威（PNY）與台灣的麗臺（Leadtek）負責歐美地區與亞太地區的銷售。至於艾爾莎，由於其海外子公司財務相對獨立，並沒有隨總公司而破產，其中日本子公司艾爾莎日本（Elsa Japan）則繼續保留其在日本獨家銷售的權利。這就形成今日三家公司共同銷售Quadro產品的局面，三家公司互不進入對方所在的市場。